# Robert Moran
Robert Moran (Denver, Colorado, 8 de enero de 1937) es un compositor estadounidense de ópera y ballet, así como de numerosas obras orquestales, vocales y de cámara.

## Biografía
Robert Moran nació en Colorado en 1937. Realizó sus primeros estudios musicales en los años 1957 y 1958 en Viena, con Hans Erich Apostel. Completó los mismos, entre 1961 y 1963, con un doctorado (M.A.) en el Mills College en Oakland (Bahía de San Francisco, California), teniendo como profesores a Luciano Berio y a Darius Milhaud, coincidiendo con él como estudiante Steve Reich. 
Tras graduarse, regresó a Europa y trabajó un corto periodo en La Scala de Milán con Berio, volviendo luego a Viena. Allí firmó su primer contrato con la «Universal Edition», que estaba muy interesada en sus partituras gráficas. En noviembre de 1963, volvió a San Francisco, para enseñar composición en el Conservatorio y dirigir el «San Francisco New Music Ensemble» hasta 1972.
En agosto de 1969 Moran creó su primera obra musical para una ciudad entera («city-work»), en este caso para el área de San Francisco, incorporando 100.000 ejecutantes, 2 estaciones de radio, 1 estación de TV, 30 rascacielos, 6 aeroplanos, varios conjuntos de danza en las calles, etc.. Debido al éxito de la obra, le encargaron una segunda pieza para ciudad, ahora para Bethlehem (Pensilvania), una obra que llamó Hallelujah y que fue estrenada en abril de 1971, con 75.000 ejecutantes en la ciudad.
En 1972 se trasladó a Portland, Oregón para enseñar en la Universidad Estatal de Portland durante dos años, viajando con frecuencia a Europa para algunos conciertos y estrenos, como la gira que hizo a finales de 1973, con varios conciertos incluyendo uno en el «Styrian Autumn Festival» de Graz, Austria. 
En 1974 la San Francisco Symphony programó para temporada de verano el estreno de su obra Emblems of Passage. Ese mismo año se trasladó a Berlín, donde fue compositor residente de la ciudad en el curso 1974-75. En 1975, compuso Promenade de Pachelbeld, su tercera composición para una ciudad, esta vez para la ciudad austriaca de Graz, estrenándose como parte del «Styrian Autumn Festival». 
En 1976 el gobierno alemán le invitó a crear un nuevo trabajo para y con los niños, para ser presentado en el Marktplatz en Bonn ese verano, que fue estrenado con muy buena acogida. 
Entre 1975 y 1977, Moran fue compositor residente en el «Center for the Performing Arts» en Buffalo, Nueva York. A finales de 1977, se estrenaron algunas obras suyas de nuevo en los Festivales de Graz y Zagreb. 
El curso 1977-78 Moran fue compositor residente de la «Northwestern University». Dirigió el ensemble de nueva música y presentó sus propias obras, así como obras de otros compositores como John Cage y Philip Glass. Ese mismo año Nonesuch Records grabó por primera vez una de sus obras, The Waltz Project, un conjunto de 25 valses contemporáneos de piano, una obra que ha sido coreografiada y bailada por compañías de danza de todo el mundo. 
En 1978 se trasladó a vivir a Nueva York, donde residió hasta 1984, año en que se fue a vivir a Filadelfia, que fue su hogar desde entonces. En 1985 la ópera The Juniper Tree, escrita en colaboración con Philip Glass, se estrenó en el «American Repertory Theater» en Cambridge, con 32 representaciones y luego nuevas producciones en Houston, Minneapolis, Tulsa y Europa. Además de los numerosos viajes por Europa, Moran ha ido con su música por la India, Japón, Indonesia, Hong Kong y Suramérica. 
En 1992 terminó el encargo de su segunda ópera, Desert of Roses, una obra que fue estrenada en la «Houston Grand Opera». Apareció un CD de Argo, con extractos de la misma, que tuvo mucho éxito. Su tercera ópera, From the Towers Of The Moon, fue estrenada, un mes más tarde, en la «Minnesota Opera». Ese mismo año Desert of Roses fue estrenada en la University of Bath, en Inglaterra.
En 1994, RCA/BMG le encargó una nueva Ópera de cámara, The Dracula Diario, obra de la que se grabó el estreno en la «Houston Grand Opera». Al año siguiente, en abril de l995, el Seattle Men's Chorus estrenó su última ópera, Night Passage. En 1996 compuso una obra para festejar el 250 aniversario del Kennedy Center, en Washington D. C., obra estrenada por Leonard Slatkin y la National Symphony Orchestra. En el año 1998, su obra Voce della Fontana fue estrenada en Milán. 
En el año 2000, se estrenó el ballet 'Rocky Road To Kansas, con el Pennsylvania Ballet y coreografía de Mathew Neenan, obra que fue grabada de nuevo por el sello ARGO.

## Catálogo de obras
| Año       | Obra | Tipo de obra                    | Duración |
| 1963      | Serenade, para orquesta de cámara. | Música orquestal                |          |
| 1963      | Variations for Six, para conjunto de percusión. | Música instrumental (percusión) |          |
| 1963      | Abschied-1963, para piano. | Música solista (piano)          |          |
| 1963      | Four Visions, para flauta, arpa y cuarteto de cuerda. | Música de cámara                |          |
| 1964      | Bombardments no.2, 1–5 percusionistas. | Música instrumental (percusión) |          |
| 1964      | Musik fur Thomas und Barbel, para conjunto de cámara. | Música de cámara                |          |
| 1964      | Interiors, orquesta/chbr orquesta/conjunto de percusión. | Música orquestal                |          |
| 1965      | Little Dance Parade, a graphic score para live electronics y dancer, escrito para y a requerimiento de Trisha Brown. | Ballet                          |          |
| 1965      | Elegant Journey with Stopping points of interest, para conjunto variable de cámara (escrita como regalo de cumpleaños para Darius Milhaud (estrenada en San Francisco, 1995).                                                                                             | Música de cámara                |          |
| 1965-70   | Inventiosn, a set of short cámara works, graphic notation, performed | Música de cámara                |          |
| 1966      | Water Can Carrying Happy Little Flower Girl, una pieza de música para teatro escrita para Pauline Oliveros. | Música de escena                |          |
| 1966      | L’après-midi du Dracoula, para cualquier sound-producing instrumentos. | Música instrumental             |          |
| 1967      | For Organ-1967 (compuesta para Karl Erik Welin, organista). | Música solista (órgano)         |          |
| 1967      | Divertissement No. 1, para eléctrica frying pan y cualquier conjunto variable. | Música instrumental             |          |
| 1968      | Red Snake At Two, para 2 arpas y 8 intérpretes. | Música instrumental             |          |
| 1968      | Bank of America Chandelier, para cuatro percusionistas. | Música instrumental (percusión) |          |
| 1968      | Jewel-Encrusted Butterfly Wing Explosions, para orquesta. | Música orquestal                |          |
| 1969      | Divertissement No. 3, a music theater work para walking full-sized brown lunch bags, small electronic devices. | Música de escena                |          |
| 1969      | Thirty Nine Minutes for Thirty Autos, para 39 autos horns, sintetizadores, 2 radio stations, 1 tv station, 30 skyscrapers, 6 airplanes, | Música de escena                |          |
| 1969      | Let’s Build a Nut House, una opera de cámara/music theater piece para various intérpretes y musical | Opera                           |          |
| 1970      | Hallelujah (para the entire city of Bethlehem, PA), para 20 bands, 40 coros, org, carillon, others (Bethlehem, PA, 1971 - City piece). | Música para ciudad              |          |
| 1970      | Messiah 'Til The World Is Level, para conjunto variable de cámara. | Música instrumental             |          |
| 1970      | Borrby Boogie, para conjunto de percusión. | Música instrumental (percusión) |          |
| 1970      | Silver and the Circle of Messages, para orquesta de cámara. | Música orquestal                |          |
| 1971      | Morton Feldman in Berlin, para orquesta de cámara, electrónicamente amplificada. | Música orquestal                |          |
| 1971      | The Seven Decker Car in The Land of the Six Laws, una pieza de música para el teatro escrita para el «San Francisco New Music Ensemble» para su gira de Suecia, Noruega y Dinamarca, 1971 (l0 performances).                                                              | Música de escena                |          |
| 1971      | Illuminatio Nocturna, para conjunto de cámara (hay versión 1972, para orquesta). | Música de cámara                |          |
| 1972      | Hoelderlin, para barítono y conjunto de cámara. | Música de cámara                |          |
| 1972      | Passage Through III, para mezzo soprano y piano (escrita para Sylvia Anderson). | Música vocal (piano)            |          |
| 1973      | May 11, 1973 a chant para low voice y electronic manipulations. | Música vocal                    |          |
| 1973      | Evening Psalm of Dr. Dracula, para cualquier sound - producing instrumentos. | Música instrumental             |          |
| 1973      | Angels of Silence, para viola y orquesta. | Música orquestal                |          |
| 1973      | Aria, para soprano voice (amplificado) y 6 jet fighter airplanes, graphic score determining the flight pattern of the planes. | Música vocal                    |          |
| 1973      | In Memoriam Don Carlo Gesualdo, para orquesta de cámara. | Música orquestal                |          |
| 1974      | Passage Through V, para orquesta. | Música orquestal                |          |
| 1974      | Metamenagerie (department store window opera). | Opera                           |          |
| 1974      | Emblems of Passage, para 2 orquestas. | Música orquestal                |          |
| 1974      | The Eternal Hour (Moran), para 6 orquestas y 6 coros. | Música coral (orquesta)         |          |
| 1975      | Wallpaper Music III, para flauta, violín y piano (escrito para, y encargada por James Gallway). | Música de cámara                |          |
| 1975      | Durch Wüsten und Wolken, a shadow puppet show designed y music compuesta por Moran, encargada por el gobierno alemán. | Música de escena                |          |
| 1975      | Marktmenagerie, una pieza teatral para y con niños de Bonn, Germany KinderForum | Música de escena                |          |
| 1975      | Landhausmusik (Moran), para coro de niños, orquesta de cuerda, conjunto de metales incluyendo dos Alpine horns, conjunto de percusión, conjunto de seis guitarras más un arpa.                                                                                            | Música coral (orquesta)         |          |
| 1975      | Pachelbel Promenade (Moran's third work para una ciudad entira, para Graz, Austria ), para coros y instrumentos, orquesta de cámara, conjunto de ancient folk instrumental of Austria, conjunto de guitarras, órgano, cuarteto de cuerda, boys' coros, etc (city pieces). | Música para ciudad              |          |
| 1976      | Two Pieces for a possible piano, para piano. | Música solista (piano)          |          |
| 1976      | Es war einmal (espectáculo para niños), film, slide projections, música concreta. | Música de escena                |          |
| 1976      | Enantiodromia, para orquesta, para orquesta barroca, para conjunto de instrumentos antiguos, cuarteto de cuerda, coro, conjunto de percusión, dancers, lighting | Música coral (orquesta)         |          |
| 1976      | Quartet 1976, para cuatro bowed autoharps. | Música de cámara                |          |
| 1976-77   | Waltz in memoriam Maurice Ravel, para piano. | Música solista (piano)          |          |
| 1977      | Borrby At The End Of Its Tether, para conjunto de cámara. | Música de cámara                |          |
| 1977      | Musik für Haustiere, tape (a 60 minute musical sound-mix). | Música de cinta                 |          |
| 1977      | Caccia, para cinco arpas. | Música solista (arpa)           |          |
| 1978      | The Last Station of the Albatross, 1–8 insts. | Música instrumental             |          |
| 1978      | 27 Agents Of Hell Descending, para piccolo, flauta, alto flauta, bass flauta, some of the materials pre-recorded y played simultaneously with the live performance. | Música instrumental             |          |
| 1978      | Music for Gamelan (música incidental para el Field Museum, Chicago). | Música incidental               |          |
| 1978      | Hour Sonata, para piano. | Música solista (piano)          |          |
| 1978      | The Saint Alban's Two-Step, para piano. | Música solista (piano)          |          |
| 1978      | Five Dances, para piano (escrita para Yvar Mikhashoff). | Música solista (piano)          |          |
| 1978      | UHR-Sonata, para piano (escrita para Adam Felleg). | Música solista (piano)          |          |
| 1978      | Music for Trombone and Celesta (with un órgano pedal drone) en tres movimientos. | Música instrumental             |          |
| 1979      | ..Am 29.11.1780, música para dancers en el Summer Garden of the Palace of Queen Maria Therese, Graz, Austria. | Ballet                          |          |
| 1979      | Salagrama, para órgano y percusión. | Música instrumental (percusión) |          |
| 1979      | Letter To Verona, para orquesta de cámara de instrumentos variables. | Música orquestal                |          |
| 1979      | Dirty Ida's Greasy Cabbage Gumbo Soup Waltz, para piano. | Música solista (piano)          |          |
| 1980      | Spin, para harpsichord amplificado. | Música solista                  |          |
| 1980      | Collation II, para 30 instrumentos y dos directores. | Música orquestal                |          |
| 1980      | The Adolfus Slink, para piano preparado, chelo y trombón. | Música de cámara                |          |
| 1980      | Mass for Survival, para coro y conjunto de cámara. | Música coral (instrumental)     |          |
| 1980      | Spin Again (ballet, P. Lamhut), para seis instrumentos de teclado amplificados. | Ballet                          |          |
| 1981      | Arreglo de Cage: Traveling through the Sonatas and Interludes, a birthday present to John Cage, para chbr orquesta. | Música orquestal                |          |
| 1981      | Suono dell fontana, para soprano y teclado (sin texto). | Música vocal (piano)            |          |
| 1981      | Hitler: Geschichten aus der Zukunft, opera. | Opera                           |          |
| 1981      | Four Street Compositions for Rimini (Italy), cuatro musical events to take place in various parts of the city during a festival performance. | Música para ciudad              |          |
| 1982      | Lullaby, para dos teclados y 5 instrumentos variables. | Música instrumental             |          |
| 1982      | Slow Electric Blues, para voz de soprano, alto saxophone y piano. | Música vocal (instrumentos)     |          |
| 1982      | Erlösung dem Erlöser (a gran music theater piece), incorporando actores, cantantes, músicos, all activities based upon events around the death of composer Richard Wagner                                                                                                 | Música de escena                |          |
| 1982      | From the Market to Asylum (Hartford, 1982 - City piece). | Música para ciudad              |          |
| 1983      | Northampton, para dos teclados (preferably harpsichords). | Música solista                  |          |
| 1983      | Music for The Architects of Shadows, a cámara work para clavichords, arpa, alto flauta, vibraphone. | Música instrumental             |          |
| 1983      | Lithuanian Spin, para cuatro sintetizadores (Phyllis Lamhut Dance Company). | Ballet                          |          |
| 1983      | Basha, para cuatro clavichords (amplificados). | Música solista (clavicordio)    |          |
| 1983      | 10 Miles High over Albania (ballet, Lamhut), Chorale Variations, para 8 arpas (Phyllis Lamhut Dance Company). | Ballet                          |          |
| 1984      | Music for a Fair (Yellow Springs, PA, 1984 - City piece). | Música para ciudad              |          |
| 1984-85   | Survivor from Darmstadt, encargada por el oboista Nora Post, para 8 bass oboes (7 pre-recorded). | Música instrumental             |          |
| 1985      | Detail from ST. Augustine, para 4 string basses. | Música instrumental             |          |
| 1985      | The Last Sarabande, para dos teclados, cualquier tres treble instrumentos, one alto instrument, one bass instrument. | Música instrumental             |          |
| 1985      | Commander of Darkness, para multi-accordions, live performance with tape. | Música instrumental             |          |
| 1985      | Tango for of the Innocents, para 7-20 instrumentos variables. | Música instrumental             |          |
| 1985      | Music from The Malleus Maleficarum, para conjunto variable de 6-20 intérpretes. | Música instrumental             |          |
| 1985      | Leipziger Kerzenspiel, a singspiel para narrator, (SATB) vocal solistas y pequeño conjunto de cámara. | Música instrumental             |          |
| 1985      | The Juniper Tree (en colaboración con Glass) (ópera de niños, A. Yorinks, según los hermanos Grimm). | Opera                           |          |
| 1985      | Dweller At The Threshold, para 7-17 treble instrumentos. | Música instrumental             |          |
| 1986      | Open veins, para violín solista amplificado y conjunto variable de cámara. | Música instrumental             |          |
| 1987      | Edifice of the Drawn Shades, para conjunto variable y piano preparado. | Música instrumental             |          |
| 1987      | Six Celli (escrita para Graz Music Director, Emil Breisach), 'homage' | Música instrumental             |          |
| 1987      | Points of Departure, para orquesta de cámara. | Música orquestal                |          |
| 1987      | ExpeditionN South, para clarinet, violonchelo amplificado, marimba, dos sintetizadores. | Música instrumental             |          |
| 1988      | Hagoromo, para coro (SATB) y pequeño conjunto de cámara (textos de Moran from various Japanese stories. | Música coral (instrumental)     |          |
| 1988      | Five Baroque Settings, para coro (SATB) y pequeño conjunto de cámara (texto de poetas barrocos). | Música coral (instrumental)     |          |
| 1988      | Three Baroque Songs, textos de poetas barrocos, para voz y teclado. | Música vocal (piano)            |          |
| 1989      | Requiem: Chant du cygne, para cuatro coros y cuatro conjuntos de cámara. | Música coral (instrumental)     |          |
| 1990      | From the Towers of the Moon, opera en un acto basada en una antigua leyenda japonesa. | Opera                           |          |
| 1990      | Agnus Dei, and ITE Missa Est, para solistas (SATB), coro y orquesta. | Música coral (orquesta)         |          |
| 1990      | Desert of Roses (basada en the Beauty y the Beast story, para singers, coro y orquesta de cámara de 17 intérpretes, opera. | Opera                           |          |
| 1991      | Rituals and Ceremonies, para narrador, coro (SATB), speaking coro, y gran orquesta. | Música coral (orquesta)         |          |
| 1991      | Music from the Towers of the Moon, extractos de su opera (para Alexander Balanescu y su cuarteto de cuerda). | Música de cámara                |          |
| 1992      | Seven Sounds Unseen, para 20 solo voices. | Música vocal (capella)          |          |
| 1992      | Three Dances, para Piano Circus, 6 sintetizadores. | Música instrumental             |          |
| 1994      | A Funeral Sentence FOR Henry Purcell, para SATB coro. | Música coral (capella)          |          |
| 1994      | Night Passage, opera para gran coro de hombres y conjunto de cámara de 10 intérpretes. | Opera                           |          |
| 1994      | Anthem, para SATB coro, sin acompañamiento. | Música coral (capella)          |          |
| 1994      | Rocky Road to Kansas, para un conjunto de multi-tracked instrumentos de percusión. | Música instrumental (percusión) |          |
| 1994      | Winni Ille Pu (Winnie the Pooh texto en latín) para SATB coro y tres conjuntos de cámara. | Música coral (instrumental)     |          |
| 1994      | 32 Cryptograms for Derek Jarman, para conjunto de cámara. | Música instrumental             |          |
| 1994      | Mantra. (sin texto) para tres SATB coros entre el público (3 directores). | Música coral (capella)          |          |
| 1994      | The Dracula Diary, opera. | Opera                           |          |
| 1995      | Obrigado, para cuatro percusionistas (piano opcional). | Música instrumental (percusión) |          |
| 1996      | Luna, cuatro songs para soprano y piano (escrita a petición de Renee Fleming). | Música vocal (piano)            |          |
| 1996      | Suma, para orquesta de cámara. | Música orquestal                |          |
| 1996      | Yahrzeit, para coro de hombres y piano (versión para coro de hombres, oboe, piano y cuarteto de cuerda [Parte 3 de CANTICLES); texto de James Skofield | Música coral (instrumental)     |          |
| 1996      | A Whitman Elegy (W. Whitman), para voz de tenor y orquesta. | Música vocal (orquesta)         |          |
| 1996      | Remember Him to Me: an Opera (G. Stein), para coro de hombres, piano a cuatro manos y percusión. | Opera                           |          |
| 1996      | Entretien Mysterieux, para orquesta. | Música orquestal                |          |
| 1997      | In Memorial: Jean-Michel, para violín y orquesta. | Música orquestal                |          |
| 1997      | Mots Chuchotes ("Whispered Words") para coro y orquesta (sin texto). | Música coral (orquesta)         |          |
| 1997      | Four Partitions, para violín y orquesta, encargada por Frances Wagenseil [Parte l: Whirligig for St. Vitus. - Parte 2: Yahrzeit (orquestal variation of the choral work). - Parte 3: Waltz. - Parte 4: Perpetuum Mobile].                                                 | Música orquestal                |          |
| 1997      | Motet, para SATB coro (hay una versión para orquesta de cuerda). | Música coral (instrumental)     |          |
| 1998      | Canticles, una obra en tres secciones para coro de hombres, oboe, piano y cuarteto de cuerda (texto de James Skofield). | Música coral (instrumental)     |          |
| 1998      | The Immoral Beloved Variations, para conjunto de cámara. | Música instrumental             |          |
| 1998      | Voce della Fontana, para seis sintetizadores, voz de soprano, guitarra eléctrica, flauta/piccolo | Música vocal (instrumentos)     |          |
| 1999      | Elegy for a Young King, para órgano (e instrumentos variables) (escrito para Alexander Hermann). | Música solista (órgano)         |          |
| 1999      | A Rememberance, para veces de soprano(s), clarinete y piano (4 manos) (texto de Boris Pasternak) | Música vocal (instrumentos)     |          |
| 1999      | Das Knie, para SATB coro sin acompañamiento (texto de Christian Morgenstern). | Música coral (capella)          |          |
| 1999-2000 | Gitanjali, a set of various works, various music conjuntos (texto de R. Tagore). | Música vocal (instrumentos)     |          |
| 2000      | Kreaturen, ballet. | Ballet                          |          |
| 2001      | Stimmen Des Leitzen Siegels (Voices of the Last Seal). | Música vocal (instrumentos)     |          |
| 2004      | Tears into Dust, para conjunto. | Música instrumental             |          |
| 2006      | Notturno in Weiss. |                                 |          |